# Philipp Meyer (Regierungspräsident)
Philipp Meyer (* 2. August 1919 in Lichtenfels (Oberfranken); † 23. Oktober 1998) war ein deutscher Regierungsbeamter.

## Werdegang
Philipp Meyer studierte von 1947 bis 1950 Rechtswissenschaft. Er war ab 1975 Regierungspräsident des bayerischen Regierungsbezirks Unterfranken. In seine Amtszeit fiel die Landkreis- und Gemeindegebietsreform in Bayern. Mit Erreichen des 65. Lebensjahres ging er 1984 in Pension. Er bekleidete eine Vielzahl an Ehrenämtern in den Bereichen Wissenschaft, Geschichte, Verkehr und Soziales. 1982 bis 1992 war er Vorsitzender des Vereins Freunde Mainfränkischer Kunst und Geschichte e. V.

## Ehrungen
- 1976: Verdienstkreuz am Bande des Verdienstordens der Bundesrepublik Deutschland
- 1980: Bayerischer Verdienstorden
- 1983: Verdienstkreuz 1. Klasse der Bundesrepublik Deutschland
- 1984: Großes Verdienstkreuz der Bundesrepublik Deutschland
- Ehrendoktor der Juristischen Fakultät der Universität Würzburg